# ウィルダネス 荒野の裏切り
『ウィルダネス 〜荒野の裏切り〜』（ウィルダネス 〜こうやのうらぎり〜、Wilderness）はB.E.ジョーンズによる同名小説をもとにしたAmazon Prime Videoむけに製作されたイギリスのサイコスリラーのミニシリーズ。ジェナ・コールマンとオリヴァー・ジャクソン＝コーエンが主演した。2023年9月15日から配信された。

## あらすじ
リヴ・テイラーとウィル・テイラーは若い英国人カップルだが、ウィルの携帯電話に同僚との不倫関係を暴露するメッセージをリヴが見たことで結婚生活が脅かされる。失恋はすぐに怒りと復讐へと変容する。

## 登場人物とキャスト
（日本語吹替）
- リヴ・タイラー
  - ジェナ・コールマン（白石涼子）
- ウィル・タイラー
  - オリヴァー・ジャクソン＝コーエン（高橋英則）
- カーラ・パーカー
  - アシュレイ・ベンソン（武田華）
- アッシュ
  - モルガーナ・ヴァン・ピーブルズ（新藤みなみ）
- キャリル
  - クレア・ラッシュブルック（杉山滋美）
- ボニー
  - タリア・バルサム（三浦冴子）
- ガース
  - エリック・バルフォー（花輪英司）
- ローリンズ刑事
  - マーシャ・ステファニー・ブレイク（英語版）（本田貴子）
- ワイズマン刑事
  - ジョナサン・ケルツ（石狩勇気）

## エピソード
| 通算 話数 | タイトル                                               | 監督             | 脚本                                               | 公開日        |
| --- | ------------------------------------------------------ | ---------------- | -------------------------------------------------- | ------------- |
| 1 | "永遠の幸せ" "Happily Ever After"                      | ソー・ヨン・キム | マーニー・ディケンズ                               | 2023年9月15日 |
| 華やかなニューヨークのうらやましいアパート、激しく情熱的な結婚生活、完璧な二人の生活が約束され、イギリス人の新婚夫婦はアメリカンドリームを生きている。 |                                                        |                  |                                                    |               |
| 2 | "もう1人の女" "The Other Woman"                        | So Yong Kim      | マーニー・ディケンズ                               | 2023年9月15日 |
| リヴとウィルはヨセミテに到着するが、カーラの衝撃的な出現によりリヴの計画は混乱する。                                                                   |                                                        |                  |                                                    |               |
| 3 | "過ち" "Repent At Leisure"                             | ソー・ヨン・キム | マーニー・ディケンズ                               | 2023年9月15日 |
| リヴは自分がなにをしたのかという衝撃的な現実に目を覚ます。                                                                                             |                                                        |                  |                                                    |               |
| 4 | "楽しきわが家" "Home Sweet Home"                       | ソー・ヨン・キム | マーニー・ディケンズ、マチルダ・フェイサヨ・イビニ | 2023年9月15日 |
| 刑事が真相解明に近づく中、リヴはラスベガス旅行から逃げ出そうとする。                                                                                   |                                                        |                  |                                                    |               |
| 5 | "母と娘" "Like Mother, Like Daughter"                  | ソー・ヨン・キム | マーニー・ディケンズ                               | 2023年9月15日 |
| リヴの母キャリルがウェールズから難しい質問を抱えて持って来る。                                                                                         |                                                        |                  |                                                    |               |
| 6 | "白い騎士が死にゆく所" "Where White Knights Go To Die" | ソー・ヨン・キム | マーニー・ディケンズ                               | 2023年9月15日 |
| リヴの有毒な取り決めは、結末にに向けた準備が整い、ある段階に達する。                                                                                   |                                                        |                  |                                                    |               |

## 製作
このシリーズは、B・E・ジョーンズの2017年の小説『Wilderness』（日本未訳）を基に、マーニー・ディケンズがテレビドラマ化した。監督のソー・ヨン・キムがディケンズおよびエリザベス・キルギャリフとともにファイアバード・ピクチャーズで製作総指揮を務めた。
撮影は主にバンクーバーで行われ、2022年4月に製作が開始され、カルガリー、バンフ・スプリングス・ホテルでも撮影が行われ、9月にはラスベガス、グランド・キャニオン、ニューヨークでもロケが行われた。また、イギリスでも追加の撮影が行われた。
2022年6月にジェナ・コールマンとオリヴァー・ジャクソン＝コーエンがシリーズに主演することが発表された。2022年7月には、アシュレイ・ベンソン、エリック・バルフォー、モルガーナ・ヴァン・Pブルズの出演が発表された。

## 公開
2023年8月23日に、テイラー・スウィフトの「ルック・ホワット・ユー・メイド・ミー・ドゥー」の新規録音バージョンをフィーチャーした予告編が公開された。同曲は番組のオープニングクレジットでも使用されている。
このシリーズは2023年9月15日にPrime Videoで公開された。

## 評価
『ウィルダネス ～荒野の裏切り～』は賛否両方の評価を受けており、Rotten Tomatoesでは57%のスコアを獲得し、「『ウィルダネス』は復讐の比喩が多すぎて迷子になることも多いが、その斬新なひねりが卑劣な陰謀のファンを満足させるかもしれない」と評した。この番組は比喩への過度の依存について批判された。